# پخش رادیویی دیجیتال

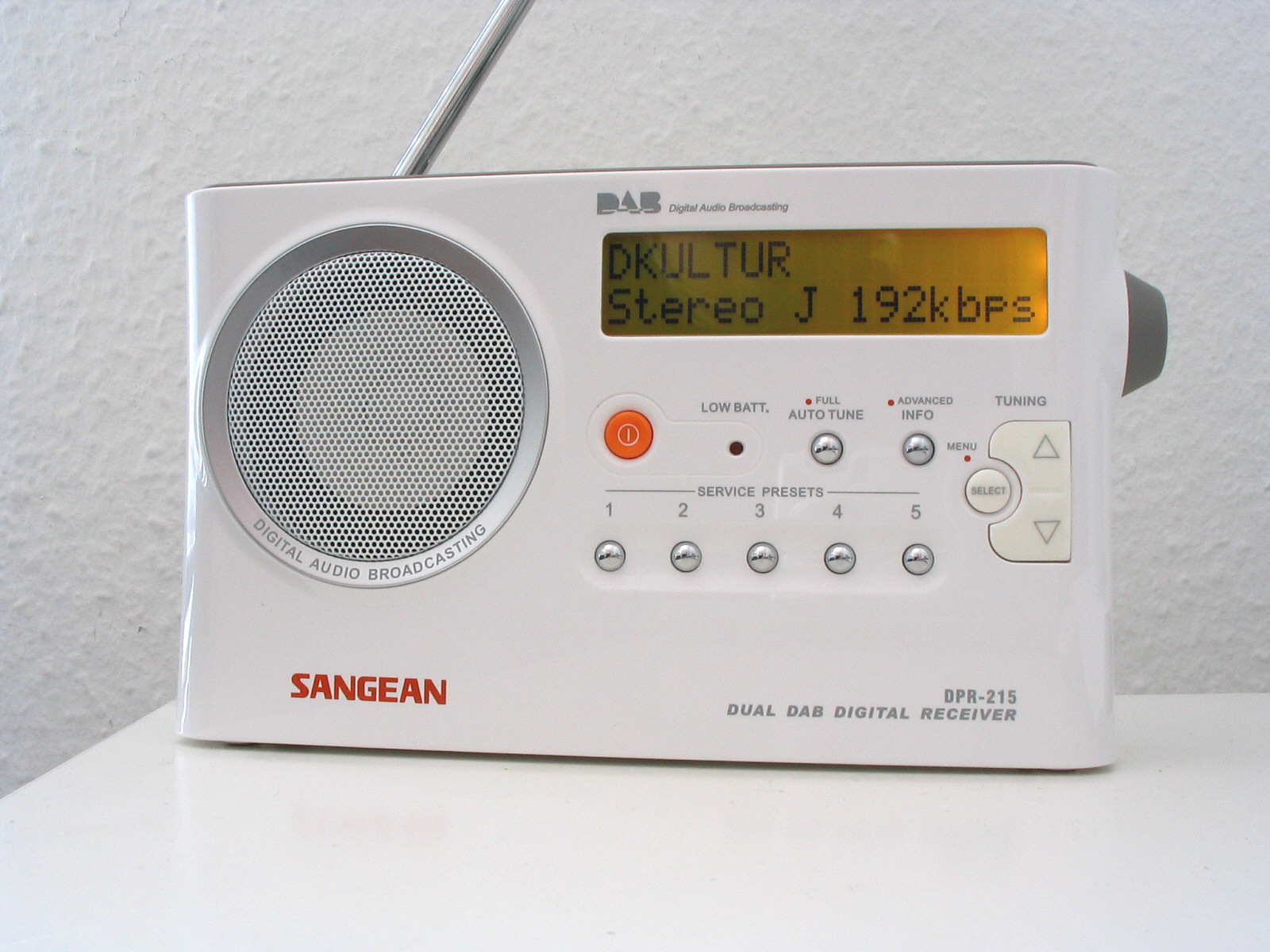
با از بین رفتن رادیوهایی که فرستنده آنتنی داشتند، امروزه تلفن همراه هر شخص به رادیوی دیجیتالی کوچک و همراه همیشگی او تبدیل شده است.

پخش رادیویی دیجیتال (به انگلیسی: Digital Audio Broadcasting) که بیشتر با مخفف DAB به کار برده می‌شود، یک استاندارد برای پخش دیجیتال صوت است. نام اولیه این استاندارد Eureka-147 بود. هدف از طراحی این استاندارد، دست یافتن یک سیستم پخش صدایی با کیفیت بالاتر از FM بود، ولی عملاً در اکثر کشورهایی که از این سیستم استفاده می‌کنند کیفیت FM از این سیستم بیشتر است. برای بهتر کردن سیستم، سیستم DAB+ در سال ۲۰۰۶ پیشنهاد شد. در این سیستم پیشنهاد شده به جای استفاده از کدک قدیمی لایه دوم MPEG 1، از کدک AAC استفاده می‌شود.